# Бобриця (річка)
Бобриця (Святець) — річка в Україні, в межах Васильківського та Києво-Святошинського районів Київської області. Права притока Ірпеня (басейн Дніпра).
Довжина - 13,5 км., похил 2,8 м/км, площа басейну - 149 км². 
Витік річки — болото біля Калинівського каналу в Калинівці. Тече переважно на північ та північний захід. Впадає в Ірпінь біля села Бобриця за 61 км. від гирла. На річці створено каскад великих ставків.
На берегах розташовані смт Калинівка та села Данилівка, Кожухівка, Бобриця, Забір'я, Бобриця.
Основні притоки — річки Притварка та Глева.

## Гідронім
Походження назви невідоме. Можливо, походить від бобрів, які тут жили за часів Київської Русі.

## Історія
За народною легендою, біля річки було збудовано дерев'яну фортецю, а потім бастіони.

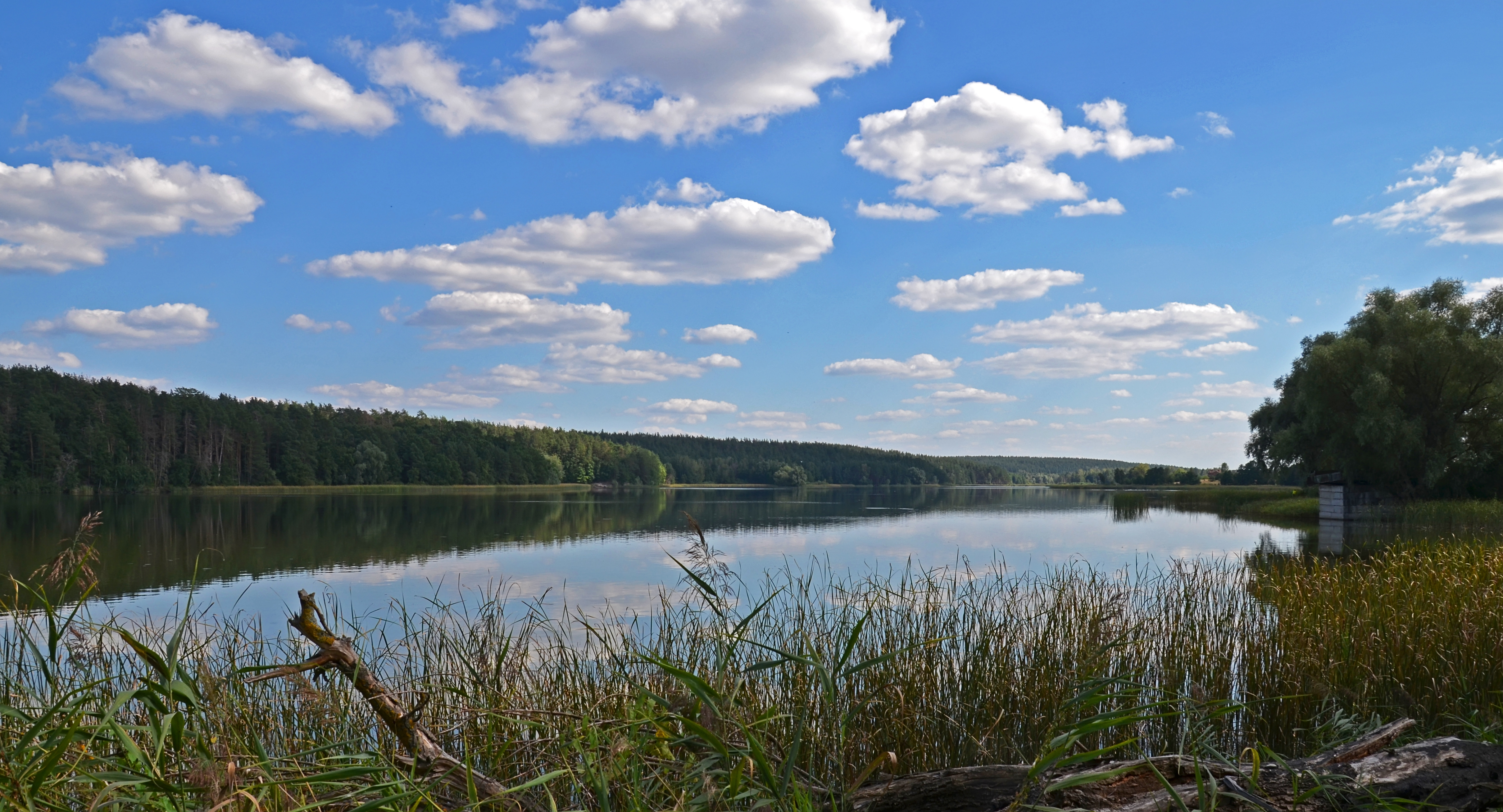
Став на річці Бобриця у селі Бобриця